# 개비자나무과
개비자나무과(-榧子--科, 학명: Cephalotaxaceae 케팔로탁사케아이[*])는 과거에 인정되었던 과이다. 구과목의 식물로 3속 20종이 포함된다. 주목과(Taxaceae)와 가깝다. 상록관목 또는 교목으로 잎은 가지에 밀생하여 2열로 난 것처럼 보이며 선형이다. 꽃은 암수딴그루이나 드물게 암수한그루인 경우도 있다. 수꽃은 잎겨드랑이에 구형 또는 수상(穗狀)의 구화(毬花) 모양의 꽃차례를 이루며, 수술은 7-12개가 달려 있다. 회사는 짧고, 꽃밥은 3실로 이루어져 있다. 암꽃은 작은 가지의 기부에 달리고, 2개의 밑씨를 가진 여러 쌍의 대포자엽으로 구성된다. 씨는 1-2개로 타원형이며 핵과 모양이다. 육질의 종피와 얇은 목질의 내피를 가졌다.